# Verchňa Vyznyca

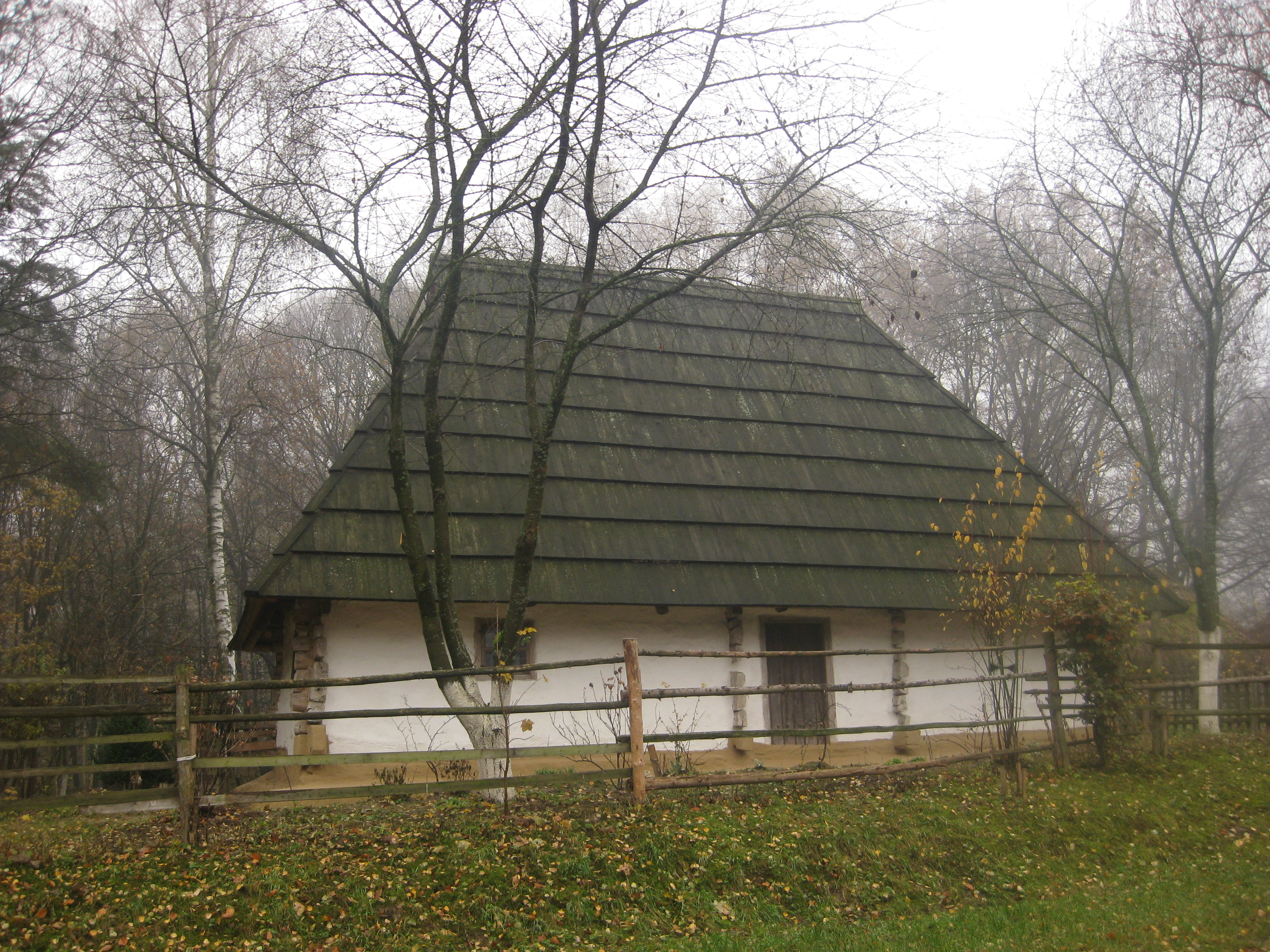
Chalupa z obce Verchnja Vyznyca (ve skanzenu ve Lvově)

Verchňa Vyznyca, česky také Vyžní Vyšnice (ukrajinsky Верхня Визниця, maďarsky Felsőviznice), je obec v Kolčynské územní komunitě (ukrajinsky Кольчинська селищна громада), v okrese Mukačevo, v Zakarpatské oblasti Ukrajiny. V roce 2001 zde žilo 1453 obyvatel; v celé obci žilo celkem 2022 obyvatel.

## Místní části
- Verchňa Vyznyca
  - Solončyk, ukrajinsky Солончик
  - Hazura, ukrajinsky Газуга
  - Belebovo, ukrajinsky Белебово
  - Seredňa Vyznyca, ukrajinsky Середня Визниця
  - Linturovycja, ukrajinsky Лінтуровиця[pozn. 1]
  - Lazar, ukrajinsky Лазар
  - Slovo, ukrajinsky Слопо
  - Lazar potik, ukrajinsky Лазар потік
- Kločky, ukrajinsky: Клочки
- Lisarňa, ukrajinsky: Лісарня[2]